# Savannah River Site

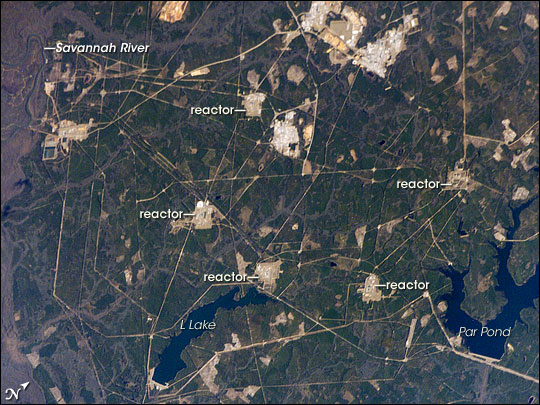
Overzicht van het complex

De Savannah River Site (SRS) is een complex voor nucleaire activiteiten in de Amerikaanse staat South Carolina, gelegen aan de rivier Savannah, 40 km ten zuidoosten van de stad Augusta.

## Ligging
Savannah River Site ligt op het grondgebied van de volgende county's: Aiken County, Allendale County en Barnwell County. Het valt echter bestuurlijk gezien onder het United States Department of Energy en het wordt geëxploiteerd door "Washington Savannah River" (WSRC). Dit is een volledige dochteronderneming van "Washington Group International".

## Activiteiten
De site is ontstaan in de jaren 50 met als doel het vervaardigen van grondstoffen voor atoomwapens; met name de productie van plutonium. 
Het complex bevat meerdere reactoren. Deze zijn echter momenteel niet operationeel, maar worden gebruikt voor onderzoek en de recycling van splijtstoffen voor kernwapens.

### Reactoren
De reactoren zijn gebouwd tussen 1953 en 1955. De R-reactor werd in juni 1964 al weer gesloten en de laatste, K-reactor, in juli 1992.
- R-Reactor (zwaarwaterreactor) - controle en onderhoudsmodus
- P-Reactor (zwaarwaterreactor) - controle en onderhoudsmodus
- L-Reactor (zwaarwaterreactor) - controle en onderhoudsmodus
- K-Reactor (zwaarwaterreactor) - controle en onderhoudsmodus
- C-Reactor (zwaarwaterreactor) - controle en onderhoudsmodus

In 2009 werd een groot programma ter waarde van US$ 1,6 miljard gestart om het SRS terrein van al het achtergebleven nucleaire materiaal te ontdoen. Deze werkzaamheden hebben ongeveer drie jaar geduurd.
In 2025 werd een radioactief wespennest gevonden nabij de Site.

## Toekomstige projecten
- Bouw van een faciliteit voor de vervaardiging van centrifuges voor een nieuwe generatie nucleaire wapens
- Vervaardiging van Tritium
- Onderzoek naar kernfusie